# Bataille de Tenaru
Seconde Guerre mondiale
Batailles
Campagne de Guadalcanal

Terrestres : 
- Tulagi et Gavutu–Tanambog
- Tenaru
- Edson's Ridge
- Rivière Matanikau
- Henderson Field
- Offensive de la Matanikau
- Koli Point
- Carlson's patrol
- Monts Austen

Navales :
- Île de Savo
- Salomon orientales
- Cap Espérance
- Îles Santa Cruz
- Bataille navale de Guadalcanal
- Tassafaronga
- Ke
- Îles de Renell

La bataille de Tenaru, parfois appelée bataille de la rivière Ilu ou bataille d'Alligator Creek, a eu lieu le 21 août 1942 sur l'île de Guadalcanal et a été une bataille sur la terre ferme entre l'Armée impériale japonaise et les forces terrestres alliées (principalement des marines américains) au cours de la Guerre du Pacifique pendant la Seconde Guerre mondiale. Ce fut la première grande offensive japonaise terrestre importante pendant les combats de Guadalcanal.
Dans la bataille, les marines américains, sous les ordres du major général américain Alexander Vandegrift, repoussèrent victorieusement une attaque du « Premier Élément » du Régiment « Ichiki », commandé par le colonel japonais Kiyonao Ichiki. Les Fusiliers marins défendaient le périmètre Lunga, qui interdisait l'accès à Henderson Field, dont les Alliés s'étaient emparés le 7 août à la suite de leurs débarquements sur Guadalcanal. L'unité d'Ichiki fut envoyée en riposte avec mission de reprendre l'aérodrome et de chasser de l'île les forces alliées. Sous-estimant l'importance de ces dernières sur l'île (elles comptaient alors environ 11 000 hommes), l'unité d'Ichiki mena de nuit une attaque frontale contre leurs positions à Alligator Creek, sur le côté est du périmètre de Lunga. L'attaque fut repoussée avec de lourdes pertes pour les assaillants japonais. À l'aurore, les unités des marines passèrent à la contre-offensive, tuant de nombreux survivants. Au total, sur les 917 hommes que comptait à l'origine le Premier Élément du Régiment d'Ichiki, 128 survécurent.
Cette bataille fut la première des trois grandes offensives terrestres importantes menées par les Japonais dans les combats de Guadalcanal. Après Tenaru, ils se rendirent compte que les forces alliées sur Guadalcanal étaient beaucoup plus nombreuses qu'ils ne l'avaient estimé à l'origine et par la suite ils envoyèrent dans l'île des forces plus importantes pour essayer de reprendre Henderson Field.

## Dans la culture populaire
Les deux premiers épisodes de la mini-série américaine The Pacific coproduite par HBO, Tom Hanks et Steven Spielberg, racontent, d'un point de vue fictionnel, la bataille de Tenaru.